# Langdi Xiang
Langdi Xiang (kinesiska: 浪堤, 浪堤乡) är en socken i Kina. Den ligger i provinsen Yunnan, i den sydvästra delen av landet, omkring 200 kilometer söder om provinshuvudstaden Kunming. Antalet invånare är 27 859. Befolkningen består av 13 624 kvinnor och 14 235 män. Barn under 15 år utgör 30 %, vuxna 15-64 år 62 %, och äldre över 65 år 7,0 %.
Genomsnittlig årsnederbörd är 1 348 millimeter. Den regnigaste månaden är juli, med i genomsnitt 291 mm nederbörd, och den torraste är februari, med 17 mm nederbörd.